# Salix eriostachya
Salix eriostachya — вид квіткових рослин із родини вербових (Salicaceae).

## Морфологічна характеристика
Це кущ. Гілочки чорні чи темно-бурі, голі чи майже так. Листкова ніжка до 13 мм; листкова пластинка подовжена, зворотно-яйцювата чи зворотно-ланцетна, 4–11 × 1.5–3 см, абаксіально (низ) зеленувата, адаксіально темно-зелена, обидві поверхні запушені чи ворсинчасті, майже голі, край цільний або з віддаленими, нечіткими, залозистими зубцями, верхівка гостра або коротко загострена. Чоловіча сережка ≈ 3.5 × 6 мм. Чоловіча квітка: тичинок 2; пиляки жовті. Жіноча сережка ≈ 9 × 1.5 см. Коробочка вузькояйцеподібна, ≈ 6 мм, ворсиста.

## Середовище проживання
Східні Гімалаї (Індія), Непал, Тибет. Населяє узлісся, схили гір, болота; на висотах 600–1800 метрів.